# Ononis pusilla
Ononis pusilla är en ärtväxtart som beskrevs av Carl von Linné. Ononis pusilla ingår i släktet puktörnen, och familjen ärtväxter. Inga underarter finns listade i Catalogue of Life.

## Bildgalleri

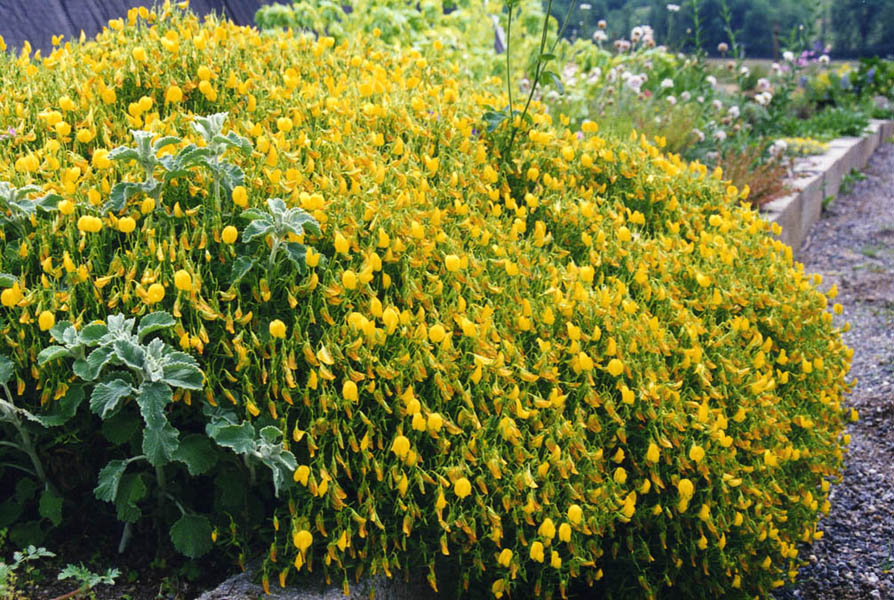